# The Monument (Antarktika)
The Monument (englisch für Das Monument) ist eine 495 m hohe Felssäule auf der westantarktischen Insel Red Island im Prinz-Gustav-Kanal.
Die erste Sichtung geht auf Teilnehmer der Schwedischen Antarktisexpedition (1901–1903) unter der Leitung Otto Nordenskjölds zurück. Der Falkland Islands Dependencies Survey kartierte sie im Jahr 1945 und benannte sie deskriptiv.